# Davidovac (Kladovo)
Davidovac (srbsky Давидовац) je vesnice ve východní části Srbska, administrativně spadající pod opštinu Kladovo. Vesnice leží na břehu řeky Dunaje podle proudu před Kladovem a za soutěskou Železná vrata. Na druhé straně veletoku se na rumunském území stojí zalesněný vrchol Oglǎnic.
Z národnostního hlediska je obyvatelstvo v drtivé většině srbské národnosti (přes 90 %). Počet obyvatel Davidovace se pohybuje okolo několika set lidí, roku 2022 zde žilo 438 osob. Na rozdíl od okolních vesnic zde počet lidí neklesá.
Zástavba vesnice je soustředěna především k dunajskému břehu. Dále od něj prochází hlavní silnice. Davidovac rozděluje údolí potoka, který ústí do Dunaje, na dvě části.